# Est-ce ainsi que les hommes vivent ?
Pistes de Les Chansons d'Aragon
Tu n'en reviendras pas Il n'aurait fallu
Est-ce ainsi que les hommes vivent ? est une chanson de Léo Ferré, dont les paroles sont tirées du poème de Louis Aragon  Magie allemande figurant dans le recueil Le Roman inachevé (1956).

## Histoire
Le texte de la chanson est celui des sept dernières strophes du poème « Bierstube Magie allemande », de Louis Aragon, dans le recueil Le Roman inachevé (1956). Ce poème évoque les années 1918-1919, durant lesquelles Louis Aragon fréquentait régulièrement les bordels en attendant sa démobilisation.
L'antépénultième et le pénultième vers de la quatrième strophe font office de refrain et le premier de ces deux vers de titre.

« Est-ce ainsi que les hommes vivent

Et leurs baisers au loin les suivent ?. »

## Enregistrement

### Musiciens
L'édition originale crédite « Franck Aussman et son orchestre », Franck Aussman étant un pseudonyme de  Jean-Michel Defaye.

### Production
- Arrangements : Jean-Michel Defaye
- Prise de son : Gerhard Lehner

## Reprises

### Version en concert
En novembre de la même année, Léo Ferré enregistrait une version différente de la chanson lors de ses concerts à l'Alhambra, elle a été publiée dans l'album Récital Léo Ferré à l'Alhambra.

### Interprétations par d'autres artistes
Cette chanson a notamment été interprétée par Catherine Sauvage, Cécile McLorin Salvant, Yves Montand, Monique Morelli, Carmen Maria Vega, Marc Ogeret, Bernard Lavilliers (durée 4:35 minutes, album O gringo, 1980), Philippe Léotard, Les Hurlements d'Léo, Renée Claude, Michel Hermon, Thomas Dutronc, Jean-Pierre Ferland, Sapho ou encore Manu Lann Huel et Axel Bauer une longue version de 4:51 minutes dans l'album Radio Londres, paru le 13 mai 2022, Arthur Teboul et Baptiste Trotignon dans leur album commun sorti en septembre 2024.